# Anathallis
Anathallis je veliki rod jednosupnica iz porodice kaćunovki ili orhideja. Pripada mu 150 vrsta rasprostranjenih od južnog Meksika do Argentine.

## Vrste
Popis vrsta:
1. Anathallis abbreviata (Schltr.) Pridgeon & M.W.Chase
2. Anathallis adenochila (Loefgr.) F.Barros
3. Anathallis adrianae (Luer & Sijm) Karremans
4. Anathallis amazonica E.M.Pessoa & M.Alves
5. Anathallis anfracta (Luer) Karremans
6. Anathallis angulosa (Luer & Hirtz) Luer
7. Anathallis angustilabia (Schltr.) Pridgeon & M.W.Chase
8. Anathallis aristulata (Lindl.) Luer
9. Anathallis articulata (Lindl.) Luer & Toscano
10. Anathallis attenuata (Rolfe) Pridgeon & M.W.Chase
11. Anathallis barbulata (Lindl.) Pridgeon & M.W.Chase
12. Anathallis bertoniensis (Hauman) Luer
13. Anathallis bleyensis (Pabst) F.Barros
14. Anathallis bocainensis (Porto & Brade) F.Barros & Barberena
15. Anathallis bolsanelloi Chiron & V.P.Castro
16. Anathallis brevipes (H.Focke) Pridgeon & M.W.Chase
17. Anathallis burzlaffiana (Luer & Sijm) Luer
18. Anathallis cabeceirensis C.R.M.Silva & Campacci
19. Anathallis carnosifolia (C.Schweinf.) Pridgeon & M.W.Chase
20. Anathallis caroli (Schltr.) F.Barros & Barberena
21. Anathallis carvalhoi (Luer & Toscano) Luer
22. Anathallis casualis (Ames) Pridgeon & M.W.Chase
23. Anathallis caudatipetala (C.Schweinf.) Luer
24. Anathallis ciliolata (Schltr.) Pridgeon & M.W.Chase
25. Anathallis clandestina (Lindl.) Pridgeon & M.W.Chase
26. Anathallis colnagoi (Pabst) F.Barros & L.R.S.Guim.
27. Anathallis comayaguensis (Ames) Pridgeon & M.W.Chase
28. Anathallis convallium (Kraenzl.) Karremans & Mel.Fernández
29. Anathallis corticicola (Schltr. ex Hoehne) Pridgeon & M.W.Chase
30. Anathallis crassapex Luer & Toscano
31. Anathallis crebrifolia (Barb.Rodr.) Luer
32. Anathallis cuspidata (Luer) Pridgeon & M.W.Chase
33. Anathallis dalessandroi (Luer) Pridgeon & M.W.Chase
34. Anathallis dantasii Luer, Toscano & Baptista
35. Anathallis deborana (Carnevali & I.Ramírez) Carnevali & I.Ramírez
36. Anathallis dryadum (Schltr.) F.Barros
37. Anathallis duplooyi (Luer & Sayers) Luer
38. Anathallis edmeiae F.J.de Jesus, Xim.Bols. & Chiron
39. Anathallis endresii (Luer) Pridgeon & M.W.Chase
40. Anathallis escalerensis (Carnevali & Luer) Luer
41. Anathallis eugenii (Pabst) Baumbach & Rysy
42. Anathallis fastigiata (Luer & Toscano) Luer
43. Anathallis ferdinandiana (Barb.Rodr.) F.Barros
44. Anathallis fernandiana (Hoehne) F.Barros
45. Anathallis flammea (Barb.Rodr.) F.Barros
46. Anathallis fractiflexa (Ames & C.Schweinf.) Luer
47. Anathallis francesiana (Luer) Luer
48. Anathallis funerea (Barb.Rodr.) Luer
49. Anathallis gehrtii (Hoehne & Schltr.) F.Barros
50. Anathallis gert-hatschbachii (Hoehne) Pridgeon & M.W.Chase
51. Anathallis githaginea (Pabst & Garay) Pridgeon & M.W.Chase
52. Anathallis globifera (Pabst) F.Barros & Barberena
53. Anathallis gracilenta (Luer & R.Vásquez) Pridgeon & M.W.Chase
54. Anathallis graveolens (Pabst) F.Barros
55. Anathallis grayumii (Luer) Luer
56. Anathallis greenwoodii Soto Arenas & Salazar
57. Anathallis guarujaensis (Hoehne) F.Barros
58. Anathallis guimaraensii (Brade) Luer & Toscano
59. Anathallis gutfreundii Luer & Toscano
60. Anathallis haberi (Luer) Solano & Soto Arenas
61. Anathallis helmutii (Hoehne) F.Barros
62. Anathallis heloisae F.J.de Jesus, M.R.Miranda & Chiron
63. Anathallis herpetophyton (Schltr.) Luer
64. Anathallis holstii (Carnevali & I.Ramírez) Luer
65. Anathallis humilis (C.Schweinf.) Luer
66. Anathallis imberbis (Luer & Hirtz) Luer
67. Anathallis imbricata (Barb.Rodr.) F.Barros & F.Pinheiro
68. Anathallis inversa (Luer & R.Vásquez) Luer
69. Anathallis involuta (L.O.Williams) Solano & Soto Arenas
70. Anathallis iota (Luer) Pridgeon & M.W.Chase
71. Anathallis jamaicensis (Rolfe) Luer
72. Anathallis johnsonii Luer & Toscano
73. Anathallis jordanensis (Hoehne) F.Barros
74. Anathallis kautskyi (Pabst) Pridgeon & M.W.Chase
75. Anathallis kleinii (Pabst) Luer
76. Anathallis klingelfusii Luer & Toscano
77. Anathallis kuhniae (Luer) Luer
78. Anathallis laciniata (Barb.Rodr.) Luer & Toscano
79. Anathallis lasioglossa (Schltr.) Luer
80. Anathallis lewisiae (Ames) Solano & Soto Arenas
81. Anathallis lichenophila (Porto & Brade) Luer
82. Anathallis linearifolia (Cogn.) Pridgeon & M.W.Chase
83. Anathallis liparanges (Rchb.f.) Luer
84. Anathallis lobiserrata (Barb.Rodr.) Luer & Toscano
85. Anathallis luteola Toscano
86. Anathallis malmeana (Dutra ex Pabst) Pridgeon & M.W.Chase
87. Anathallis manausensis Krahl, Valsko & Chiron
88. Anathallis marginata (Barb.Rodr.) F.Barros & Barberena
89. Anathallis megaloophora (Luer) Pridgeon & M.W.Chase
90. Anathallis microblephara (Schltr.) Pridgeon & M.W.Chase
91. Anathallis microphyta (Barb.Rodr.) C.O.Azevedo & Van den Berg
92. Anathallis microtis (Schltr.) Karremans
93. Anathallis miguelii (Schltr.) Pridgeon & M.W.Chase
94. Anathallis millipeda (Luer) Luer
95. Anathallis minima (C.Schweinf.) Luer
96. Anathallis minutalis (Lindl.) Pridgeon & M.W.Chase
97. Anathallis montipelladensis (Hoehne) F.Barros
98. Anathallis muricaudata (Luer) Pridgeon & M.W.Chase
99. Anathallis muscoidea (Lindl.) F.Barros & Barberena
100. Anathallis nanifolia (Foldats) Luer
101. Anathallis napintzae (Luer & Hirtz) Karremans
102. Anathallis nectarifera Barb.Rodr.
103. Anathallis oblanceolata (L.O.Williams) Solano & Soto Arenas
104. Anathallis obovata (Lindl.) Pridgeon & M.W.Chase
105. Anathallis ordinata (Luer & Dodson) Luer
106. Anathallis ourobranquensis Campacci & Menini
107. Anathallis ova-trochilorum Luer & Toscano
108. Anathallis pabstii (Garay) Pridgeon & M.W.Chase
109. Anathallis pachyphyta (Luer) Pridgeon & M.W.Chase
110. Anathallis paranapiacabensis (Hoehne) F.Barros
111. Anathallis paula Luer & Toscano
112. Anathallis pemonum (Carnevali & I.Ramírez) G.A.Romero, Carnevali & Toscano
113. Anathallis peroupavae (Hoehne & Brade) F.Barros
114. Anathallis petersiana (Schltr.) Pridgeon & M.W.Chase
115. Anathallis petropolitana (Hoehne) Luer & Toscano
116. Anathallis pilipetala Luer & Toscano
117. Anathallis piratiningana (Hoehne) F.Barros
118. Anathallis polygonoides (Griseb.) Pridgeon & M.W.Chase
119. Anathallis pubipetala (Hoehne) Pridgeon & M.W.Chase
120. Anathallis pusilla (Barb.Rodr.) F.Barros
121. Anathallis puttemansii (Hoehne) F.Barros
122. Anathallis rabei (Foldats) Luer
123. Anathallis radialis (Porto & Brade) Pridgeon & M.W.Chase
124. Anathallis recurvipetala (Barb.Rodr.) Luer & Toscano
125. Anathallis reedii (Luer) F.Barros
126. Anathallis reptilis (Luer & Dalström) Luer
127. Anathallis ricii (Luer & R.Vásquez) Luer
128. Anathallis roseopapillosa E.M.Pessoa & Valsko
129. Anathallis rubrolimbata (Hoehne) Luer & Toscano
130. Anathallis rudolfii (Pabst) Pridgeon & M.W.Chase
131. Anathallis sanchezii (Luer & Hirtz) Luer
132. Anathallis sansoniana Chiron & Guiard
133. Anathallis seidelii Luer, Toscano & Baptista
134. Anathallis sertularioides (Sw.) Pridgeon & M.W.Chase
135. Anathallis simpliciglossa (Loefgr.) Pridgeon & M.W.Chase
136. Anathallis smaragdina (Luer) Pridgeon & M.W.Chase
137. Anathallis sororcula (Schltr.) Luer
138. Anathallis spannageliana (Hoehne) Pridgeon & M.W.Chase
139. Anathallis spiculifera (Lindl.) Luer
140. Anathallis steinbuchiae (Carnevali & G.A.Romero) Luer
141. Anathallis subnulla (Luer & Toscano) F.Barros
142. Anathallis taracuana (Schltr.) F.Barros & Barberena
143. Anathallis tigridens (Loefgr.) Luer & Toscano
144. Anathallis trullilabia (Pabst) F.Barros
145. Anathallis vasconcelosiana Campacci & C.R.M.Silva
146. Anathallis velvetina Luer & Toscano
147. Anathallis vestita (Kraenzl.) Pridgeon & M.W.Chase
148. Anathallis vitorinoi (Luer & Toscano) Luer & Toscano
149. Anathallis welteri (Pabst) F.Barros
150. Anathallis ypirangae (Kraenzl.) Pridgeon & M.W.Chase

## Sinonimi
- Lankesteriana Karremans
- Palmoglossum Klotzsch ex Rchb.f.
- Panmorphia Luer